# Noble Zahl
Als noble Zahlen bezeichnet man solche irrationalen Zahlen, deren unendliche Kettenbruchdarstellung ab irgendeiner Stelle nur noch Einsen enthält.
Sie sind eng mit der Goldenen Zahl {\displaystyle \Phi } verwandt und zeichnen sich dadurch aus, dass sie sich besonders schwer durch rationale Zahlen approximieren lassen. Noble Zahlen werden in der Theorie der dynamischen Systeme verwendet.

## Die „nobelste“ Zahl
Der unendliche Kettenbruch für die Goldene Zahl ist:
{\displaystyle \Phi ={\frac {1}{2}}\left(1+{\sqrt {5}}\right)=1+{\frac {1}{1+{\cfrac {1}{1+{\frac {1}{1+{\frac {1}{1+...}}}}}}}}.}
Die Goldene Zahl kann daher als die „nobelste“ Zahl bezeichnet werden – ihre Kettenbruchdarstellung enthält von Anfang an ausschließlich Einsen.

## Abzählbarkeit
Die Menge der noblen Zahlen ist eine Teilmenge der algebraischen Zahlen und daher abzählbar.

## Fast noble Zahlen
Als fast noble Zahlen werden solche reellen Zahlen im Intervall {\displaystyle [0,1]} bezeichnet, deren Kettenbruchentwicklungen  periodisch sind (die Periodenlänge sei mit {\displaystyle p} bezeichnet) und für die gilt: nach jeweils {\displaystyle p-1} Einsen folgt eine feste natürliche Zahl {\displaystyle n>1}. Für jede fast noble Zahl {\displaystyle u} gilt daher
{\displaystyle u=[0;1,1,\ldots ,1,n,u^{-1}]}.